# Sõmeru
Sõmeru è un comune rurale dell'Estonia nordorientale, nella contea di Lääne-Virumaa. Il centro amministrativo è l'omonimo borgo (in estone alevik).

## Località
Oltre al capoluogo, il comune comprende 30 località (in estone küla):
Aluvere, Andja, Aresi, Jäätma, Kaarli, Katela, Katku, Kohala, Kohala-Eesküla, Koovälja, Muru, Nurme, Papiaru, Rahkla, Raudlepa, Raudvere, Roodevälja, Rägavere, Sooaluse, Sämi, Sämi-Tagaküla, Toomla, Ubja, Ussimäe, Vaeküla, Varudi-Altküla, Varudi-Vanaküla, Võhma.